# Cool World (videogioco 1992)
Cool World è un videogioco a piattaforme e sparatutto del 1992 tratto dal film Fuga dal mondo dei sogni dello stesso anno. Fu pubblicato per Amiga, Atari ST, Commodore 64, Game Boy e MS-DOS dalla Ocean Software.
Pochi mesi dopo l'azienda pubblicò anche Cool World (1993) per NES e Cool World (1993) per SNES, i quali, sebbene abbiano la stessa ambientazione e copertina molto simile, sono giochi piuttosto differenti.

## Trama
La trama è molto diversa e semplificata rispetto al film. Il mondo parallelo surreale di "Cool World" (lett. "mondo figo") è popolato da bizzarri personaggi-cartoni animati detti Doodle, che ora passando attraverso vortici di collegamento si stanno avventurando nel mondo reale, dove sottraggono oggetti vari e li portano a Cool World tramite gli stessi vortici. L'investigatore umano Frank Harris, protagonista anche del film, deve fermarli e rimettere a posto gli oggetti prima che questi squilibri causino la distruzione dell'universo. È armato di una "Handy Pen" (lett. "pratica penna") efficace contro i Doodle.

## Modalità di gioco
Sui computer a 16 bit (Amiga, ST, DOS) Cool World è dotato di un'introduzione con grafica animata, di una penna stilografica e della bella Holli Would (alter ego animato di Kim Basinger nel film) che balla, tecnicamente notevole per l'epoca.
Sempre nelle versioni 16 bit, il gioco inizia nelle strade di Cool World, mostrate in 2,5D a scorrimento orizzontale. Si controlla Harris che in questa fase può correre in tutte le direzioni e sparare gocce di inchiostro in orizzontale. Ci sono molti Doodle avversari che vagano sulle strade, ma in questa fase Harris è invulnerabile. Quando si spara ai Doodle, rilasciano monete da raccogliere. Le strade formano un intreccio e premendo un tasto è possibile visualizzare la mappa della città. Nella mappa si vede anche il luogo dove bisogna andare per accedere al prossimo livello. Qui si trova una porta parlante che, se si hanno monete sufficienti, permette di entrare nella prossima zona.
I livelli di gioco veri e propri, in tutte le versioni, sono a piattaforme con vista bidimensionale a scorrimento multidirezionale. Ogni livello è ambientato in un diverso luogo surreale di Cool World e in un diverso luogo del mondo reale, come una casa o una scuola, al momento privo di persone. I due mondi sono collegati da diversi vortici che fanno da passaggi. Entrambi i luoghi sono di più piani, con scale o rampe oblique e a volte ascensori. Harris può correre a destra e sinistra, saltare, accovacciarsi, e
usare la sua penna per sparare in orizzontale o per risucchiare inchiostro.
Lo scopo di ogni livello è resistere all'invasione dei Doodle fino allo scadere del tempo. Vari tipi di nemici, dannosi se toccati, arrivano e cercano di passare al mondo reale attraverso i vortici. Harris può combatterli in entrambi i mondi e quando gli spara si trasformano in bolle di inchiostro nero fluttuanti. Si può quindi far scoppiare la bolla sparandole o saltandoci sopra, in tal caso rilasciano bonus di punteggio o a volte una vita extra. Se invece si aspira una bolla con la penna, si ottiene una piccola riduzione della durata del livello. Se in un modo o nell'altro una bolla non viene eliminata entro un certo tempo, si trasforma in pericoloso tipo di nemico che, di tanto in tanto, spara delle micidiali raffiche.
I Doodle, se non respinti, popolano sempre più entrambi i mondi e spostano oggetti dal mondo reale a Cool World, che Harris può eliminare raccogliendoli. L'accumulo di troppi Doodle e oggetti può far perdere una vita. Ci sono indicatori dell'energia vitale e delle vite, nonché (escluso il Game Boy) indicatori del grado di pericolo, del numero di Doodle in giro e degli oggetti spostati.
Solo nella versione Commodore 64 si dispone di una minimappa del livello.
Terminato il livello, nelle versioni 16 bit si torna alle strade. Ci sono 16 livelli, ma i luoghi si ripetono più volte e le ambientazioni possibili sono solo quattro. Il gioco impegna a lungo e non c'è un sistema di salvataggio.
Nelle versioni Commodore 64 e Game Boy i livelli sono quattro, la fase delle strade è assente e si passa direttamente da un livello a piattaforme all'altro.
In tutte le versioni c'è un combattimento finale contro il boss Evil Holli, mascherata da pagliaccio.

## Accoglienza
Cool World divise molto la critica europea e ricevette giudizi fortemente variabili su tutte le piattaforme. Si va da molte riviste che diedero voti buoni, equivalenti a 8/10 circa, specialmente tra la stampa italiana, a riviste che diedero giudizi pessimi, specialmente tra la stampa tedesca; Aktueller Software Markt arrivò a dare un voto complessivo estremo di 0/12 alla versione Commodore 64 e 1/12 alla versione Amiga, nominandolo "fiasco del mese".
Chi apprezzava Cool World ne lodava spesso la buona giocabilità. D'altra parte poteva essere criticata la mancanza di originalità e di spessore.
La presentazione animata mostrata sui computer più potenti si fece notare all'epoca, ricevendo alcuni aperti apprezzamenti. Tuttavia la presentazione non c'entra nulla in pratica con il gioco, dove il personaggio di Holli Would non compare affatto.
Il gioco stesso c'entra poco con la trama del film da cui è tratto; dato che uscì a breve distanza dal film, si sospettò che la produttrice Ocean lo avesse fatto sviluppare anticipatamente, senza neppure conoscere i dettagli dei contenuti del film, ancora non uscito.